# Esther Fanous
Esther Fanous   (Assiut, 19 de febrer de 1895 - Alexandria, 1990) Ester Akhnoukh Fanous (en copte: ⲉⲥⲑⲏⲣ ⲉⲛⲱⲭ ⲫⲁⲛⲟⲩⲥ), també coneguda com a Ester Wissa, fou una política egípcia copta ortodoxa, defensora dels drets de les dones.
Organitzà la primera manifestació de dones a Egipte, el 1919, a favor dels drets de les dones i contra l'ocupació britànica. Fou cofundadora de la Unió Feminista Egípcia i formà part de la delegació de dones egípcies en la Conferència Internacional de la Dona a Roma el 1923. Fundà el moviment de dones dins del partit Wafd amb altres activistes, en què fou molt activa fins al 1936, i també l'Associació Cristiana de Dones Joves, entitat en què milità fins a la seua retirada definitiva el 1948.
Rebé el reconeixement del president Nasser el 1969, amb motiu del 50è aniversari de la manifestació de dones del 1919 durant la Revolució egípcia.

## Biografia
Nasqué en una família copta d'Assiut, el 19 de febrer del 1895. Sos pares, Akhnous Fanus i Balsam Wissa Buqtur Wissa, eren terratinents de l'Alt Egipte. Son pare, Akhnukh Fanous, fou també un conegut polític de principis del segle xx, que fundà un partit egipci el 1908 que aplegava coptes notables. Boutros Ghali era llavors el primer ministre, també d'origen copte, i fou assassinat el 1910. Quan ella encara era una adolescent, son pare organitzà una conferència copta a Assiut, el 1911, dedicada als drets dels coptes i als conflictes entre musulmans i coptes.
Fanous es casà el 24 de juliol del 1913 amb el seu cosí Fahmy Bey Wissa. Ell era de religió protestant. Tingueren tres fills: Gamil, Adli i Firdous, anomenat Doussa.
En contacte amb Makram Ebeid i Saad Zaghloul, fundador del partit Wafd, participà durant la dècada del 1910 en el moviment feminista egipci (que també lluitava contra l'ocupació britànica del país al costat del partit Wafd). Durant la Revolució egípcia de 1919, participà en una manifestació de dones contra l'ocupació britànica el 16 de març. Fou la primera manifestació de dones egípcies al carrer, organitzada per Safia Zaghloul, activista feminista casada amb Saad Zaghloul, i per Huda Sha'arawi.
Al 1922, es reuní amb l'Alt Comissionat Britànic, Edmund Allenby, per a obtenir l'alliberament de Makram Ebeid, Sinut Hanna i Saad Zaghloul, que havien estat arrestats pels britànics i exiliats a Seychelles. Aquest any aconseguiren expulsar els britànics del Sultanat d'Egipte i es considera que no hagués estat possible la independència d'Egipte sense la participació de les dones de totes les classes socials en les diferents accions que es feren per a pressionar la Gran Bretanya.
Al març del 1923, Esther Fanous cofundà la Unió Feminista Egípcia per a millorar l'educació i l'estat social de les dones, i per a assegurar que fossen tractades en igualtat de condicions amb els homes. Les seues intervencions van deixar petjada en les ments de moltes persones. Formà part d'una delegació de dones egípcies en la Conferència Internacional de la Dona a Roma. Aquest mateix 1923, pogueren tornar a Egipte els exiliats del partit Wafd, que guanyà les eleccions del 1924 amb el 85% dels vots. Saad Zaghloul fou nomenat primer ministre. El partit seguí una política liberal, secundada per les zones urbanes riques. Era un partit laic amb el lema "La religió per a Déu i la llar per a tots".
Fanous fou una de les fundadores de la branca local de l'Associació Cristiana de Dones Joves i del moviment de dones dins del partit Wafd. Però la popularitat del partit Wafd s'estava erosionant. El primer dirigent del partit Wafd, Saad Zaghloul, va morir el 1927. Hassan el-Banna fundà l'associació dels Germans Musulmans contra el partit Wafd i contra la influència occidental. A principis de la dècada dels 1930, el partit Wafd fou desbancat del poder temporalment. Al 1936, però, després de la mort del rei Fouad I, el seu fill Farouk fou rei d'Egipte i organitzà noves eleccions. Fou un èxit per al partit Walf, ara dirigit per Mustapha el-Nahhas Pasha, que era menys favorable a la participació de les dones en el moviment polític. Fanous i Safia Zaghloul se'n retiraren de la vida política.
Al 1948, treballà per a la Mitja Lluna Roja durant una epidèmia de còlera a Egipte. I al novembre del mateix any, es retirà de les seves restants responsabilitats. El 1969, el president d'Egipte, Gamal Abdel Nasser, l'honorà amb ocasió del 50é aniversari del moviment d'emancipació de les dones, juntament amb algunes altres participants en la manifestació del 16 de març del 1919 als carrers del Caire. Esther Fanous va morir a l'agost del 1990.